# Invaliditätspension
Als Invaliditätspension wird in Österreich eine gesetzliche Rente wegen dauernder oder vorübergehender verminderter Erwerbsfähigkeit eines Arbeiters bezeichnet. Für Angestellte heißt die vergleichbare Versicherungsleistung Berufsunfähigkeitspension. Im Zuge einer Reform wurde die Invaliditäts- bzw. Berufsunfähigkeitspension 2014 grundlegend geändert. Seitdem gebührt Versicherten, die ab dem Jahr 1964 geboren sind, in erster Linie das Rehabilitationsgeld, das zu diesem Zeitpunkt neu eingeführt wurde. Ältere Arbeitnehmer mit einem Geburtsjahrgang bis 1963 bleiben im zuvor gültigen System ohne das Rehabilitationsgeld.
Für Selbständige und Bauern gibt es als entsprechendes Pendant die Erwerbsunfähigkeitspension.

## Voraussetzungen
Sowohl für Rehabilitationsgeld als auch Invaliditäts- und Berufsunfähigkeitspension gibt es die folgenden Voraussetzungen:
- Erfüllung einer Mindestversicherungsdauer (Wartezeit),
- kein Anspruch auf berufliche Rehabilitationsmaßnahmen, oder diese sind nicht zweckmäßig oder zumutbar,
- und kein Anspruch auf eine Alterspension.

Die Unterscheidung, ob Rehabilitationsgeld oder eine Berufsunfähigkeits- bzw. Invaliditätspension gebührt, wird anhand der voraussichtlichen Dauer der Berufsunfähigkeit/Invalidität gestellt. Liegt eine solche für mindestens sechs Monate, aber voraussichtlich nicht dauerhaft vor, so gebührt das Rehabilitationsgeld. Andernfalls, bei voraussichtlich dauerhafter Berufsunfähigkeit/Invalidität gebührt eine grundsätzlich unbefristete Berufsunfähigkeits- bzw. Invaliditätspension.

## Begriffe der Invalidität / Berufsunfähigkeit
Besondere Bedeutung hat naturgemäß die Frage der Invalidität bzw. Berufsunfähigkeit. Ausgehend von den früheren Tätigkeiten des Versicherten wird geprüft, ob für ihn ein Berufsschutz besteht oder nicht. Damit soll grundsätzlich ein zu großer sozialer Abstieg vermieden werden. Die praktische Konsequenz dieser Unterscheidung ist das Verweisungsfeld, das sind all jene Berufe, deren Ausübung medizinisch unmöglich sein muss, um als berufsunfähig/invalid zu gelten. Ist das Verweisungsfeld klein, wie es bei einem Bestehen des Berufsschutzes der Fall ist, muss es dem Versicherten nur unmöglich sein, diese wenigen Berufe des kleinen Verweisungsfelds auszuüben, sämtliche Berufe außerhalb des Verweisungsfeld sind für die Frage der Anspruchsberechtigung ohne Bedeutung. Seine Chancen als berufsunfähig/invalide zu gelten sind also dementsprechend größer.
Bei einem großen Verweisungsfeld ist dagegen auch die Anzahl der Berufe groß, deren Ausübung medizinisch unmöglich sein muss. Dies ist dann der Fall, wenn kein Berufsschutz besteht, denn dann ist das Verweisungsfeld der gesamte Arbeitsmarkt. Der Versicherte muss also unfähig sein, auch nur irgendeinen (egal welchen) Beruf am Arbeitsmarkt auszuüben. Deshalb müssen wesentlich größere gesundheitliche Einschränkungen vorhanden sein, um als berufsunfähig/invalide zu gelten. Ein Hilfsarbeiter, der keinen Berufsschutz genießt, müsste sich also beispielsweise auch als Nachtportier verdingen, wenn ihm dies medizinisch noch möglich ist. Er hätte in so einem Fall keinen Anspruch auf eine Pensionsleistung oder Rehabilitationsgeld.
Neben den unten beschriebenen grundlegenden Begriffsdefinitionen gibt es auch noch einige spezielle Härtefallregeln, die hier auf Grund der Komplexität nicht dargestellt werden.

### Arbeiter (Invalidität)
Für Arbeiter gilt der Begriff der Invalidität (§ 255 ASVG):
- Ein Arbeiter, der überwiegend (das sind mindestens 90 Pflichtversicherungsmonate in den letzten 15 Jahren)[3] in erlernten (angelernten) Berufen tätig war, gilt als invalid, wenn seine Arbeitsfähigkeit infolge seines körperlichen oder geistigen Zustandes auf weniger als die Hälfte derjenigen eines körperlich und geistig gesunden Versicherten von ähnlicher Ausbildung und gleichwertigen Kenntnissen und Fähigkeiten in jedem dieser Berufe herabgesunken ist (=Berufsschutz). (§255 Abs. 1 ASVG)
- Ein Arbeiter, der das nicht war, also ungelernte Hilfstätigkeiten verrichtet hat, gilt als invalid, wenn er infolge seines körperlichen oder geistigen Zustandes nicht mehr imstande ist, durch eine (sprich: irgendeine) Tätigkeit, die auf dem Arbeitsmarkt noch bewertet wird und die ihm unter billiger Berücksichtigung der von ihm ausgeübten Tätigkeiten zugemutet werden kann, wenigstens die Hälfte des Entgeltes zu erwerben, das ein körperlich und geistig gesunder Versicherter regelmäßig durch eine solche Tätigkeit zu erzielen pflegt (=kein Berufsschutz) (§255 Abs. 3 ASVG).

Ein erlernter Beruf ist einer, der einen Lehrabschluss erfordert. Angelernt ist ein Beruf dann, wenn er zwar keinen Lehrabschluss erfordert, dessen Anforderungen aber in Qualität und Umfang einem Lehrberuf entsprechen. Besonders letzterer Begriff des „angelernten Berufs“ führt immer wieder zu Streitigkeiten. Der Oberste Gerichtshof hat beispielsweise entschieden, dass eine „Altenpflegerin und Pflegehelferin“ nach Absolvierung einer zweijährigen Ausbildung einen angelernten Beruf ausübt, während er dies bei einer einjährigen Ausbildung zum „Pflegehelfer“ verneint hat. Andererseits gesteht der OGH auch einer ungelernten Kellnerin, „die sich durch praktische Arbeit ca 85 Prozent der Kenntnisse und Fähigkeiten einer gelernten Kellnerin angeeignet hat und daher in der Lage ist, den Anforderungen, die in einem nicht der gehobenen Gastronomie angehörenden Landgasthof oder in einem Ein-Sterne Restaurant bis Drei-Sterne-Restaurant an gelernte Kellner und Kellnerinnen gestellt werden, zu genügen“, zu, einen angelernten Beruf ausgeübt zu haben, während er dies bei einer Serviererin in einem Autobahnrasthaus, einem Gasthaus, einem Cafe-Restaurant, einer Cafe-Konditorei und einem Cafe wiederum verneint.

### Angestellte (Berufsunfähigkeit)
Bei den Angestellten ist der Begriff der Berufsunfähigkeit maßgeblich (§ 273 ASVG):
- Wenn der Angestellte innerhalb der letzten 15 Jahre in zumindest 90 Pflichtversicherungsmonaten eine Erwerbstätigkeit als Angestellter oder als Arbeiter in einem erlernten oder angelernten Beruf (siehe oben) tätig war, gilt er als berufsunfähig, wenn seine Arbeitsfähigkeit infolge seines körperlichen oder geistigen Zustandes auf weniger als die Hälfte derjenigen einer körperlich und geistig gesunden versicherten Person von ähnlicher Ausbildung und gleichwertigen Kenntnissen und Fähigkeiten herabgesunken ist (=Berufsschutz).
- Ansonsten gilt er als berufsunfähig, wenn er infolge seines körperlichen oder geistigen Zustandes nicht mehr imstande ist, durch eine (sprich: irgendeine) Tätigkeit, die auf dem Arbeitsmarkt noch bewertet wird und die ihm unter billiger Berücksichtigung der von ihm ausgeübten Tätigkeiten zugemutet werden kann, wenigstens die Hälfte des Entgeltes zu erwerben, das eine körperlich und geistig gesunde versicherte Person regelmäßig durch eine solche Tätigkeit zu erzielen pflegt (=kein Berufsschutz).

## Berufliche Rehabilitation
Gemäß dem Prinzip „Rehabilitation vor Pension“ gilt grundsätzlich jeder Antrag auf Invaliditäts- oder Berufsunfähigkeitspension primär als Antrag auf Rehabilitation. Deshalb wird bei Vorliegen der anderen Voraussetzungen zunächst geprüft, ob die (drohende) Invalidität/Berufsunfähigkeit durch zumutbare und zweckmäßige Maßnahmen der beruflichen Rehabilitation beseitigt werden kann. In diesem Fall gebührt keine Invaliditäts- oder Berufsunfähigkeitspension und auch kein Rehabilitationsgeld, sondern vielmehr für die Dauer dieser Maßnahmen ein Umschulungsgeld über das AMS oder ein Übergangsgeld.
Trotz dieser komplizierten Ausgestaltung, bei der mitunter auch der Eindruck entsteht, der Gesetzgeber habe möglicherweise selber den Überblick verloren, hat die berufliche Rehabilitation zumindest hinsichtlich der absoluten Zahlen nur für relativ wenige Versicherte Relevanz (siehe #Aktuelle Zahlen).

## Rehabilitationsgeld
Ein Ziel der erfolgten Pensionsreform war, die Zahl der Personen zu verringern, die befristet und im Wesentlichen ohne laufende Betreuung eine Berufsunfähigkeits- bzw. Invaliditätspension beziehen. Deshalb wurde das Rehabilitationsgeld eingeführt. Es hat die frühere befristete Berufsunfähigkeits-/Invaliditätspension ersetzt, um solche Personen mit vorübergehenden Gesundheitseinschränkungen möglichst aktiv zu halten und wieder in das Berufsleben zu integrieren. Ein Kernelement ist dabei das sogenannte Case Management, das von der örtlich zuständigen Gebietskrankenkasse übernommen wird. Damit soll eine laufende und engmaschige Betreuung der Rehabilitationsgeldbezieher gewährleistet werden, indem dort etwa individuelle Versorgungspläne erstellt und auch, durch eine Mitwirkungspflicht des Leistungsbeziehers, deren Einhaltung überwacht wird. Während der Zeit des Bezugs eines Rehabilitationsgeldes besteht darüber hinaus auch ein Anspruch auf Maßnahmen der Rehabilitation. Aktuelle Ergebnisse all dieser Bemühungen finden sich unter #Aktuelle Zahlen.

## Befristung
Das Rehabilitationsgeld wird grundsätzlich unbefristet gewährt. Der Leistungsbezieher ist aber jederzeit bei Bedarf im Rahmen des laufenden Case Managements sowie spätestens nach Ablauf eines Jahres neuerlich zu untersuchen und zu prüfen, ob die Invalidität bzw. Berufsunfähigkeit weiterhin vorliegt.
Besteht die Berufsunfähigkeit/Invalidität voraussichtlich dauerhaft, gebührt sogleich eine unbefristete Berufsunfähigkeits- bzw. Invaliditätspension.

## Leistungshöhe
Anders als in manchen anderen Rentensystemen richtet sich die Pensionshöhe nicht nach dem Grad der Erwerbsminderung, sondern wird rein aufgrund der erworbenen Versicherungsmonate (zuzüglich allfälliger Zurechnungsmonate je nach Alter) und der Bemessungsgrundlage errechnet. Die Höhe des Rehabilitationsgeldes orientiert sich an der Höhe des Krankengeldes, muss aber mindestens die Höhe des Ausgleichszulagenrichtsatzes erreichen.

## Verfahren
Das Verfahren beginnt mit einem Antrag bei der Pensionsversicherungsanstalt bzw. der Versicherungsanstalt für Eisenbahnen und Bergbau nach der im Gesetz geregelten Zuständigkeit. Eine eventuelle Bevorschussung, wenn die Zuerkennung der Pension grundsätzlich wahrscheinlich ist, der Antrag aber voraussichtlich nicht binnen zwei Monaten erledigt werden kann, erfolgt durch das Arbeitsmarktservice.
Weiters besteht die Möglichkeit, zur Prüfung der Durchführbarkeit von Maßnahmen der medizinischen oder beruflichen Rehabilitation vor einem Pensionsantrag einen Feststellungsantrag zu stellen. In diesem wird geprüft und festgestellt, ob Invalidität/Berufsunfähigkeit bereits vorliegt oder in absehbarer Zeit vorliegen wird (§ 255a bzw. § 273a ASVG).
Der Versicherungsträger entscheidet grundsätzlich nach einer medizinischen Begutachtung durch Bescheid. Ist der Versicherte mit diesem nicht einverstanden, kann er Klage beim zuständigen Arbeits- und Sozialgericht erheben. Dieses führt sodann ein neues Verfahren durch, das heißt, es kommt in der Regel zu einer erneuten Begutachtung durch vom Versicherungsträger unabhängige (§87 Abs. 5 ASGG) gerichtliche Sachverständige. Ein gerichtliches Verfahren ist in erster Instanz für den Versicherten grundsätzlich kostenlos und es besteht kein Anwaltszwang.

## Aktuelle Zahlen
Von ca. 57.000 Anträgen auf Invaliditäts- bzw. Berufsunfähigkeitspension wurden 2018 rund 25.000 zur Gänze abgelehnt, etwa 7.000 Personen bekamen Rehabilitationsgeld zugesprochen. Bei lediglich 50 Personen war der Grund der Ablehnung des Pensionsantrags, dass Maßnahmen der beruflichen Rehabilitation zweckmäßig und zumutbar waren. 2018 bezogen über das AMS weitere 342 Personen ein Umschulungsgeld. Die neuerliche Begutachtung der Rehabilitationsgeldbezieher nach spätestens einem Jahr hatte im Jahr 2018 zur Folge, dass von insgesamt rund 18.000 Begutachteten bei über 11.000 eine Weitergewährung bewilligt wurde, bei weniger als 3.000 wurde der Bezug nach dieser Untersuchung gestrichen, da sich ihr Gesundheitszustand gebessert hatte. Dagegen hatte sich bei über 3.000 Begutachteten der Gesundheitszustand so verschlechtert, dass sie nunmehr die Voraussetzungen der unbefristeten Berufsunfähigkeits-/Invaliditätspension erfüllen. Wegen Verletzung der Mitwirkungspflicht wurde die Leistung bei exakt 160 Beziehern entzogen.
Die Ursachen der Berufsunfähigkeit/Invalidität bei den rund 21.000 Rehabilitationsgeldbeziehern lagen 2018 zu rund 8 % an Krankheiten des Bewegungsapparates, aber bereits zu über 67 % an psychiatrischen Krankheiten. Daneben gab es als zahlenmäßig kleinere Gruppen noch Krebs (ca. 6 %) und Herz-Kreislauferkrankungen (etwa 4 %).

## Deutschland
Die gesetzliche Rentenversicherung in Deutschland gewährt gem. § 43 SGB VI Renten wegen Erwerbsminderung.

## Schweiz
Die Sach- und Geldleistungen bei Invalidität sind in der Schweiz im Bundesgesetz über die Invalidenversicherung geregelt.